# Opius nanus
Opius nanus är en stekelart som beskrevs av Léon Abel Provancher 1888. Opius nanus ingår i släktet Opius och familjen bracksteklar. Inga underarter finns listade i Catalogue of Life.